# Тюркоаз
Тюркоазът (тюркизът) е фосфатен минерал /CuAl6(OH)2[PO4]·4H2O/, полускъпоценен камък. В Древен Египет се е добивал от Синайския полуостров. В буквален превод тюркоаз означава „турски камък“. Това име е дадено заради самия цвят на добития минерал, защото се е внасял в Европа през Турция от Персия, където са били експлоатирани негови находища. Цветът на камъка варира в разнообразни нюанси: жълт, зелен, син и други цветове, които се доближават до синьото. Находища на този минерал са известни в Средна Азия (Иран, Узбекистан, Казахстан, Таджикистан), Китай, САЩ, Австралия и други страни. В България се среща в Спахиевското рудно поле, Източни Родопи. В миналото и сега жените зашиват малко камъче в дрехата на мъж, за да ги обича.
Състав (%):
37,60 – Al2O3 ;
9,78 – CuO;
34,90 – P2O5;
17,72 – H2O.